# Donji Crnač
Donji Crnač (en cyrillique : Доњи Црнач) est un village de Bosnie-Herzégovine. Il est situé sur le territoire de la Ville de Široki Brijeg, dans le canton de l'Herzégovine de l'Ouest et dans la fédération de Bosnie-et-Herzégovine. Selon les premiers résultats du recensement bosnien de 2013, il compte 577 habitants.

## Histoire
L'église du Sacré-Cœur-de-Jésus de Donji Crnač a été construite en 1970.

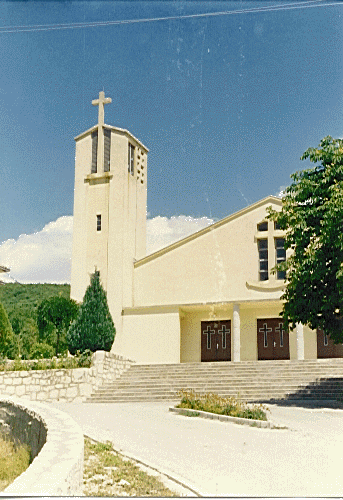
L'église du Sacré-Cœur-de-Jésus de Donji Crnač

## Démographie

### Évolution historique de la population dans la localité
| 1948 | 1953 | 1961  | 1971  | 1981 | 1991 | 2013 |
| ---- | ---- | ----- | ----- | ---- | ---- | ---- |
| -    | -    | 1 013 | 1 081 | 905  | 804  | 577  |

|  |

### Communauté locale
Donji Crnač forme une communauté locale avec Gornji Crnač. En 1991, la communauté comptait 1 277, dont 1 270 Croates (99,45 %).